# Liste der Bodendenkmäler in Pielenhofen
Auf dieser Seite sind die Bodendenkmäler in der Oberpfälzer Gemeinde Pielenhofen zusammengestellt. Diese Tabelle ist eine Teilliste der Liste der Bodendenkmäler in Bayern. Grundlage ist die Bayerische Denkmalliste, die auf Basis des Bayerischen Denkmalschutzgesetzes vom 1. Oktober 1973 erstmals erstellt wurde und seither durch das Bayerische Landesamt für Denkmalpflege geführt wird. Die folgenden Angaben ersetzen nicht die rechtsverbindliche Auskunft der Denkmalschutzbehörde.

## Bodendenkmäler der Gemeinde Pielenhofen

### Bodendenkmäler in der Gemarkung Pielenhofen
| Lage                   | Objekt | Akten-Nr.     | Bild |
| ---------------------- | --- | ------------- | ---- |
| Pielenhofen (Standort) | Vorgeschichtlicher Bestattungsplatz mit Grabhügeln. | D-3-6937-0040 |      |
| Pielenhofen (Standort) | Archäologische Befunde des Mittelalters und der frühen Neuzeit im Bereich des Klosters Pielenhofen mit der Katholischen Pfarrkirche und ehemalige Klosterkirche Mariä Himmelfahrt, darunter die Spuren von Vorgängerbauten bzw. älterer Bauphasen sowie abgegangener Gebäuden. | D-3-6937-0041 |      |
| Pielenhofen (Standort) | Vorgeschichtlicher Bestattungsplatz mit Grabhügeln. | D-3-6937-0042 |      |
| Pielenhofen (Standort) | Vorgeschichtlicher Bestattungsplatz mit Grabhügeln. | D-3-6937-0043 |      |
| Pielenhofen (Standort) | Spätpaläolithische und mesolithische Freilandstation, Siedlungen des Endneolithikums, der frühen bis mittleren Bronzezeit, der Urnenfelderzeit, der Frühlatènezeit sowie des Frühmittelalters.                                                                                 | D-3-6937-0044 |      |
| Pielenhofen (Standort) | Spätpaläolithische und mesolithische Freilandstation, Siedlung der Spätlatènezeit. | D-3-6937-0045 |      |
| Pielenhofen (Standort) | Spätpaläolithische und mesolithische Freilandstation, Siedlungen der Späthallstatt-/Frühlatènezeit, der Spätlatènezeit, der Völkerwanderungszeit und des Frühmittelalters. | D-3-6937-0071 |      |
| Pielenhofen (Standort) | Vorgeschichtlicher Bestattungsplatz mit verebneten Grabhügeln. | D-3-6937-0239 |      |
| Pielenhofen (Standort) | Mesolithische Freilandstation, Siedlung der Latènezeit. | D-3-6937-0240 |      |
| Pielenhofen (Standort) | Mesolithische Freilandstation, Siedlung der Späthallstatt-/Frühlatènezeit. | D-3-6937-0241 |      |
| Pielenhofen (Standort) | Mesolithische Freilandstation, Siedlungen der Jungsteinzeit und der Latènezeit. | D-3-6937-0242 |      |
| Pielenhofen (Standort) | Mesolithische Freilandstation, Siedlungen der Bronzezeit und der Latènezeit. | D-3-6937-0243 |      |
| Pielenhofen (Standort) | Siedlung der mittleren Bronzezeit. | D-3-6937-0250 |      |

### Bodendenkmäler in der Gemarkung Pielenhofer Wald l.d.Naab
| Lage                                 | Objekt                                              | Akten-Nr.     | Bild |
| ------------------------------------ | --------------------------------------------------- | ------------- | ---- |
| Pielenhofer Wald l.d.Naab (Standort) | Vorgeschichtlicher Bestattungsplatz mit Grabhügeln. | D-3-6937-0053 |      |
| Pielenhofer Wald l.d.Naab (Standort) | Vorgeschichtlicher Bestattungsplatz mit Grabhügeln. | D-3-6937-0054 |      |
| Pielenhofer Wald l.d.Naab (Standort) | Vorgeschichtlicher Bestattungsplatz mit Grabhügeln. | D-3-6937-0055 |      |
| Pielenhofer Wald l.d.Naab (Standort) | Vorgeschichtlicher Bestattungsplatz mit Grabhügeln. | D-3-6937-0056 |      |
| Pielenhofer Wald l.d.Naab (Standort) | Vorgeschichtlicher Bestattungsplatz mit Grabhügeln. | D-3-6937-0057 |      |

### Bodendenkmäler in der Gemarkung Schwaighauser Forst
| Lage                           | Objekt                                              | Akten-Nr.     | Bild |
| ------------------------------ | --------------------------------------------------- | ------------- | ---- |
| Schwaighauser Forst (Standort) | Vorgeschichtlicher Bestattungsplatz mit Grabhügeln. | D-3-6938-0021 |      |

### Bodendenkmäler in der Gemarkung Wolfsegg
| Lage                | Objekt                                              | Akten-Nr.     | Bild |
| ------------------- | --------------------------------------------------- | ------------- | ---- |
| Wolfsegg (Standort) | Vorgeschichtlicher Bestattungsplatz mit Grabhügeln. | D-3-6937-0033 |      |